# Sexologue
 (décembre 2017).
Si vous disposez d'ouvrages ou d'articles de référence ou si vous connaissez des sites web de qualité traitant du thème abordé ici, merci de compléter l'article en donnant les références utiles à sa vérifiabilité et en les liant à la section « Notes et références ».
Un sexologue  est une personne pratiquant la sexologie.

## Reconnaissance et réglementation du titre de sexologue en Europe
Comme le précise une enquête de l’INSERM, l’usage du titre de sexologue n’est pas encore réglementé en Europe de façon globale. En revanche, des procédures d’habilitation, de validation de la formation ont été mises place récemment en France sans pour autant établir aucune obligation. Le titre de sexologue reste libre d'usage.  

## Formations existantes
Des formations en sexothérapie et sexologie, en direction des médecins, professionnels de santé et autres thérapeutes, s'organisent depuis 1996. Le DIU, Diplôme Inter-Universitaire, a été reconnu rapidement par la profession. Pour le corps médical, la décision du 17 avril 1997 du Conseil National de l'Ordre, autorisant les lauréats du DIU de le mentionner sur leurs ordonnances, constitue un pas décisif vers la qualification. La France, compte ainsi, des dizaines d’écoles et d'organismes privés proposant de formations de Sexologie et de Sexothérapie ouvertes aux thérapeutes non médecins. 
Si l'exercice de la sexologie cherche encore ses repères institutionnels, son installation dans le vaste champ des exigences du grand public pour une "meilleure qualité de vie" n'est plus mise en doute, ce qui entraîne légitimement des pratiques professionnelles en lien avec cette demande, des colloques spécialisés, des associations de praticiens, médecins ou non (tels que l’AIHUS - Association Inter-Hospitalo Universitaire de Sexologie, qui organise chaque année des rencontres aux thèmes identiques de la formation). Le sexologue n'est cependant pas habilité à prescrire des traitements visant à améliorer la sexualité.

## Publics des formations
Outre les sexologues de formation, le DIU de sexologie est ouvert aux professions suivantes, :
- médecin généraliste

- psychologue

- psychomotricien

- sage-femme

- kinésithérapeute

- infirmier

- pharmacien

Les praticiens peuvent ainsi compléter leur champ d'intervention auprès des patients et combiner leur savoir-faire pour proposer des thérapies (lier la psychomotricité et la sexualité pour le psychomotricien par exemple) ou des conseils (dans le cadre d'un pharmacien sexologue), en s'appuyant sur les compétences et savoirs acquis lors du passage du diplôme.
L'Université du Québec à Montréal (UQÀM) est la seule institution universitaire qui offre un programme de baccalauréat et de maîtrise en sexologie. Les sexologues seront formés dans un contexte interdisciplinaire incluant principalement les aspects biologiques, psychologiques, sociologiques et sexologiques de la sexualité.

## Outils et méthodes utilisés par les thérapeutes de couple
Les sexologues utilisent la thérapie de couple, le conseil conjugal, les psychothérapies de "soutien", les sexothérapies de type Masters et Johnson, des approches psycho-corporelles, sexocorporelles (Jean-Yves Desjardins), des approches sexoanalytiques (Claude Crépeau), des approches cognitivo-comportementales, etc.
Les sexologues traitent les problèmes posés dans l'exercice de la sexualité, que ce soit avant le rapport ou durant le rapport :
- Les troubles « préliminaires » au rapport : problème de désir (trop ou pas assez), problème de l'imaginaire (fantasmes), etc.
- Les troubles de la réalisation du rapport : difficulté à être d'accord sur les préliminaires, douleurs, impossibilité de pénétrer (perte de l'érection ou douleur), éjaculation précoce, etc.
- Les troubles de l'aboutissement du rapport : pas d'éjaculation, pas d'orgasme, etc.
- Les questions générales sur la sexualité : conseils, éducation sexuelle, réponse aux angoisses (questions sur la normalité), problèmes organiques (taille du pénis, mutilations, reconstruction), questionnement sur  l'orientation sexuelle ou le genre (transidentité), comportements particuliers (déviances sexuelles), etc.
- Post SSRI Sexual Dysfunction (PSSD) : PSSD est un dysfonctionnement sexuel qui est causé par un traitement par les médicaments antidépresseurs ISRS. Le PSSD est un problème sexuel qui persiste après la fin du traitement par l'ISRS.

Selon le type de trouble, il pourra être conseillé de faire appel à un sexologue de formation initiale particulière (par exemple dans les problèmes organiques, il est clair qu'un clinicien ne peut apporter l'aide principale). Dans certains cas, l'aide d'un médecin (endocrinologue, psychiatre...) peut être indispensable si des examens complémentaires doivent être réalisés ou si des traitements pharmacologiques doivent être employés. 
Des sexologues chercheurs de l'UQAM travaillent à développer des programmes d'intervention auprès de plusieurs clientèles telles que les adolescents, les jeunes adultes ou les personnes âgées, qui traiteront de diverses problématiques telles que l'hypersexualisation des jeunes filles ou encore le port du préservatif.

## Voir également